# Kießling-Affäre
Die Kießling-Affäre war eine Kontroverse im Jahr 1984 um die vorzeitige Verabschiedung des bundesdeutschen Vier-Sterne-Generals und damaligen stellvertretenden NATO-Oberbefehlshabers Europa, Günter Kießling (1925–2009), dem Erpressbarkeit wegen Homosexualität vorgeworfen wurde. Nach Entkräftung der Vorwürfe wurde Kießling wieder in Dienst genommen und kurz danach schließlich ehrenhaft entlassen.

## Verlauf

### Kießlings Entlassung
Im Jahr 1983 ging das Amt für Sicherheit der Bundeswehr (ASBw) einem von Ministerialrat Werner Karrasch gegenüber Regierungsdirektor Artur Waldmann vom MAD geäußerten Gerücht nach, dass Kießling homosexuell sei, und damit nach Vorschriftenlage ein Sicherheitsrisiko darstelle. Das Gerücht stammte angeblich – und tatsächlich – aus dem NATO-Hauptquartier. Im Zuge der Ermittlungen befragte die Kölner Kriminalpolizei – vom MAD-Oberst Heinz Kluss auf dem kleinen Dienstweg darum gebeten – Mitarbeiter verschiedener Lokale. In den Kneipen „TomTom“ und „Café Wüsten“ identifizierten zwei Personen Kießling auf einem Foto als „Günter oder Jürgen, auf jeden Fall etwas mit ‚ü‘, von der Bundeswehr“. Tatsächlich verwechselten sie Kießling mit einer Person, die ihm ähnlich sah.
Am Abend des 14. September 1983 wurde Kießling von Wolfgang Altenburg, Generalinspekteur der Bundeswehr, für den folgenden Tag ins Verteidigungsministerium nach Bonn beordert, wo er mit den Vorwürfen konfrontiert wurde. Er versicherte Altenburg und später auch Verteidigungsminister Manfred Wörner (CDU), dass diese jeder Grundlage entbehrten. Trotzdem einigten sich beide vier Tage später darauf, dass Kießling sich mit sofortiger Wirkung krankmelden solle, um dann am 31. März 1984 aus der Bundeswehr entlassen zu werden. Nach dieser Vereinbarung untersagte Wörner fortan alle Ermittlungen in dem Fall. Dieses Verbot setzte der stellvertretende Chef des Amtes für Sicherheit der Bundeswehr, Oberst i. G. Joachim Krase, um.
Generalleutnant Hans-Henning von Sandrart, stellvertretender Operationschef des amerikanischen NATO-Oberbefehlshabers Bernard W. Rogers, drängte wiederholt darauf, den Entlassungstermin auf den 31. Dezember 1983 vorzuziehen. Der einige Monate krankheitsbedingt abwesende Staatssekretär Joachim Hiehle nahm den Fall am 2. November 1983 auf und zog alle Aktivitäten an sich. Er setzte durch, dass Kießling bereits zum 31. Dezember 1983 pensioniert wurde, ohne ihn vorher anzuhören. Der Minister folgte seiner Empfehlung.
Im Rahmen des Abschlusses des Falls fertigte der damalige ASBw-Chef Brigadegeneral Hartmut Behrendt zuvor eine Zusammenfassung, die den Verdacht der Homosexualität wiederholte, aber auch eine Zurruhesetzung zum 31. März 1984 als zweckmäßig bezeichnete. Durch ihn oder seine engsten Mitarbeiter wurde eingefügt, dass das Landeskriminalamt Düsseldorf die Beweisführung der Homosexualität Kießlings antreten könne.
Dieses anderthalbseitige Papier und Hiehles Beharren veranlassten Verteidigungsminister Wörner am 8. Dezember 1983, Kießling zum Jahresende 1983 vorzeitig in den Ruhestand zu versetzen. Nachdem dieser am 13. Dezember davon in Kenntnis gesetzt wurde, beantragte er unmittelbar vor seiner Entlassung am 23. Dezember 1983 gegen sich selbst ein Disziplinarverfahren zur Klärung der Vorwürfe. Kießling nahm am gleichen Tag aus der Hand des Staatssekretärs seine Entlassungsurkunde entgegen. Am selben Tag nahm er Konrad Redeker als Rechtsbeistand und schaltete General a. D. Ulrich de Maizière als militärischen Vermittler ein.

### Öffentliche Kontroverse
Am 4. Januar 1984 veröffentlichte die Süddeutsche Zeitung über die Presseagenturen einen Beitrag ihres Bonn-Korrespondenten Alexander Szandar über die Entlassung Kießlings, der tags darauf den Startschuss für die folgende Medienberichterstattung gab. Hier führte unter anderem die BILD-Zeitung reißerisch die vermeintlichen Hintergründe für diese Personalie an. Am selben Tag kam Kießling in das Büro des ihm flüchtig bekannten Claus Jacobi bei der Welt am Sonntag, der aufgrund seiner Reputation als konservativer Journalist nicht im Verdacht stand, befangen im Sinne eines mutmaßlich homosexuellen Generals zu sein, und fragte ihn um Rat. Journalisten recherchierten weiter über den Fall und das Verteidigungsministerium bestätigte die Pressemeldungen über die Pensionierung. Eine Wende nahm der Fall, als Udo Röbel von der Kölner Boulevardzeitung Express durch Recherchen herausfand, dass der „Günter oder Jürgen“ nicht der General sein konnte und es sich um eine Verwechslung handeln musste. Röbel erhielt für diese Recherchen den Wächterpreis der deutschen Tagespresse.
Diese Doppelgängerthese wurde am 12./13. Januar erstmals veröffentlicht und stellte den Wendepunkt in der Affäre dar. Hatten sich bis dahin die Diskussionen auf den General als Sicherheitsrisiko fokussiert, stand nun die Beweisführung des Ministers in der Kritik. Zu dieser Zeit kamen Bundeskanzler Helmut Kohl erste Zweifel an der Arbeit Wörners. Außerdem warf Kießlings Anwalt Redeker dem Ministerium vor, den Namen des Belastungszeugen vor seiner Akteneinsicht geschwärzt zu haben. Zudem ging der General vom 7. Januar an in Interviews unter anderem mit dem Spiegel und dem heute-journal an die Öffentlichkeit. Parlamentarische mündliche Anfragen der Oppositionsparteien, die der parlamentarische Staatssekretär des Verteidigungsministeriums, Peter Kurt Würzbach, beantworten musste, sprengten den für mündliche Anfragen üblichen Rahmen. Das kaum aufklärende, eher abwiegelnde Verhalten des Ministers führte zur Einsetzung eines Parlamentarischen Untersuchungsausschusses, der nach dem 1. Februar die Aufklärung der Affäre versuchte. Der Abschlussbericht des Ausschusses offenbarte dann die schlampige Ermittlungsarbeit des MAD, die unzureichende Abwägung aller Aspekte der Affäre durch den Minister und die vollkommene Unschuld Kießlings.
Während der Affäre trat der Schauspieler Alexander Ziegler in den Blickpunkt der Öffentlichkeit: Als Verteidigungsminister Wörner die vorzeitige Entlassung Kießlings wegen dessen angeblicher Homosexualität verfügte, wurden mögliche Zeugen (darunter der Gastwirt Udo J. Erlenhardt) vernommen. Ziegler ließ am 20. Januar 1984 im Ministerbüro gegenüber Wörner und Angehörigen des BMVg verlauten, dass er das Protokoll eines Telefongesprächs mit dem ehemaligen Prostituierten Achim Müller vom 12. Februar 1979 besitze, aus dem die homosexuelle Neigung Kießlings eindeutig hervorgehe. Deswegen wurde Ziegler am 20. Januar 1984 (in Begleitung seines Düsseldorfer Rechtsanwaltes Friedhelm Spieß) von Minister Wörner im Beisein des Staatssekretärs im Bundeskanzleramt, Waldemar Schreckenberger, des Generalinspekteurs der Bundeswehr, General Wolfgang Altenburg, und anderer Personen angehört. Wörner selbst war bei dem Gespräch nur kurz anwesend, weil zugleich eine Aktuelle Stunde des Deutschen Bundestages zur Entlassung Kießlings stattfand. Es gelang Ziegler, seine Anmaßungen als wichtig darzustellen, die Vorhaltungen brachen später jedoch in sich zusammen: Als die Öffentlichkeit erfuhr, dass Wörner Ziegler empfangen habe, zuvor und auch später aber keine Zeit gefunden habe, ein persönliches Gespräch mit Kießling zu führen, galt Wörners Glaubwürdigkeit in der Öffentlichkeit als verloren. Man ließ sich von Wörners Hinweisen auf Erkenntnisse, die ihm angeblich vorlägen, schon seit Mitte Januar 1984 nicht mehr überzeugen.
Kießling zog daraufhin seinen Antrag auf das Disziplinarverfahren und sein Anwalt alle Klagen zurück. Ersteres verlief nach Bewertung durch den Leitenden Rechtsberater ergebnislos: Kein Vorwurf konnte irgendwie belegt oder nachgewiesen werden. Bei den im Disziplinarverfahren gegen Kießling geprüften Vorgängen erwiesen sich alle Vorwürfe als haltlos. Auch die illusionslose Analyse der Situation durch Oberst i.G Jürgen Reichardt als Pressesprecher des Ministers ergab ohne Widerspruch, dass keine Möglichkeit bestand, „nachträglich einen öffentlichen Beweis antreten zu können in einer Sache, die unbeweisbar hätte bleiben sollen und deshalb nun bleiben musste“.
Nachdem – vor allem infolge des Ausbleibens von Beweisen seitens des Ministers, der dies in den Mittelpunkt stellenden Berichterstattung sowie der Berichte über einen mit Kießling verwechselten Doppelgänger, der umtriebigen Medienarbeit Kießlings wie auch des unnachgiebigen Engagements von dessen Rechtsanwalt, des renommierten Bonner Verwaltungsrechtlers Redeker – offenkundig wurde, dass die Behauptungen bezüglich Kießling nicht beweisbar waren und sowohl im Parlament als auch in der Öffentlichkeit der Zusammenhang zwischen Homosexualität und einem eventuellen Sicherheitsrisiko hinterfragt wurde, wurde die Affäre durch das Eingreifen des Bundeskanzlers im Jahr 1984 beendet: Kießling wurde vom 1. Februar an wieder in den aktiven Dienst und unmittelbar danach, am 26. März, ehrenhaft mit dem Großen Zapfenstreich in den Ruhestand versetzt. Zuvor hatte Kohl ein Rücktrittsgesuch Wörners zurückgewiesen.
Kießling war Zeit seines späteren Lebens ein von den Generalen des Heeres gemiedener ehemaliger Soldat. Zum Jubiläum der Bundeswehr 1985 wurde er als einziger Viersternegeneral nicht eingeladen.
Kießling sagte später: „Ich bin nicht hasserfüllt, aber nach wie vor tief enttäuscht, weil die politisch Verantwortlichen damals unter Missachtung rechtsstaatlicher Grundsätze gehandelt haben.“ Konsequenzen erfuhr lediglich der damalige Amtschef des Militärischen Abschirmdienstes, Brigadegeneral Helmut Behrendt, der in den einstweiligen Ruhestand versetzt wurde. Staatssekretär Joachim Hiehle hatte sich auf dem Höhepunkt des Skandals krankgemeldet und wurde am 1. April 1984 vom Minister mit großem Empfang in den Ruhestand verabschiedet.
Bis heute sind die Hintergründe der Affäre nicht vollständig geklärt. Der stellvertretende Vorsitzende des Personalrates, Werner Karrasch, der das Gerücht der Homosexualität Kießlings gegenüber einem Angehörigen des MAD vorgebracht hatte, blieb unbehelligt. Andere Quellen, wie z. B. deutsche Offiziere im NATO-Hauptquartier in Mons/Belgien, konnten nicht als Urheber oder Mitverantwortliche identifiziert werden. Behauptungen, wonach die Affäre „in ganzem Umfang von der Stasi eingefädelt“ worden sei, erwiesen sich als haltlos. Der stellvertretende Amtschef des ASBw, der 1988 gestorbene Oberst Joachim Krase, wurde zwar nach seinem Tod als ein Agent der Stasi entlarvt. Aber gerade er hatte frühzeitig versucht, alle Ermittlungen gegen Kießling zu stoppen. Zudem hätte die Stasi kaum durch eine solche Aktion ihre wichtige Quelle gefährdet.